# Difetto interstiziale

Atomo in posizione sostituzionale (in alto) e in posizione interstiziale (in basso).

Nell'ambito della fisica dello stato solido, un difetto interstiziale è un atomo situato nello spazio compreso fra gli atomi che occupano i punti del reticolo di Bravais. Tale atomo può essere dello stesso elemento del cristallo ospitante, e si dirà allora "autointerstiziale", oppure può essere un'impurezza di un altro elemento.
Una tipologia di difetto cristallino simile all'atomo interstiziale è l'atomo sostituzionale, che corrisponde alla situazione in cui un atomo del reticolo cristallino è sostituito da un'impurezza.
Un esempio di materiale ricco di difetti interstiziale è l'acciaio, che può essere schematizzato come un reticolo cristallino di ferro con atomi di carbonio in posizione interstiziale.

## Posizioni interstiziali dei reticoli cubici

### Reticolo a facce centrate

Atomi in posizione interstiziale (in azzurro) in un reticolo cubico a facce centrate (in grigio)

Nei reticoli cubici a facce centrate (FCC, face centered cubic) possiamo identificare una posizione interstiziale principale detta "ottaedrica", cioè gli atomi interstiziali si posizionano al centro del cubo o dello spigolo, posizioni cristallograficamente equivalenti e identificate dai vettori (1/2 , 1/2 , 1/2) e (1/2 , 0 , 0), formando così un ottaedro perfetto.
Ad esempio, se approssimiamo gli atomi con sfere rigide, in un reticolo di ferro, lo spazio libero della posizione interstiziale ha raggio 0,52 Å, mentre il raggio dell'atomo di ferro è di 1,25 Å, quindi solo atomi prossimi a queste dimensioni possono occupare tale posizione. La posizione però può anche essere occupata da atomi di raggio poco superiore a 0,52 Å, creando però sollecitazioni, e chiaramente non possono essere occupate contemporaneamente posizioni adiacenti.
La seconda posizione interstiziale di questo tipo di reticolo è quella "tetraedrica", corrispondenti ad un quarto di diagonali del cubo e caratterizzata dalle coordinate (1/4 , 1/4 , 1/4) ed equivalenti. La cavità tetraedrica ha però dimensioni molto minori di quella ottaedrica e la presenza di interstiziale è nettamente sfavorita.

### Reticolo a corpo centrato

Atomi in posizione interstiziale (in azzurro) in un reticolo cubico a corpo centrato (in grigio)

Nella struttura a corpo centrato (BCC, body centered cubic) invece la posizione interstiziale più ampia (che non è però la principale) è data da quella tetraedrica (1/2 , 1/4 , 0) ed equivalenti, anche se esiste una posizione ottaedrica: il centro delle facce e degli spigoli (1/2 , 0 , 0) e (1/2 , 1/2 , 0) ed equivalenti. La posizione tetraedrica, pur corrispondendo ad un più ampio spazio vuoto, non è la favorita.
La scelta di una posizione o di un'altra dipende dall'energia del sistema e quindi dalle distorsioni che si introducono nel reticolo: la posizione tetraedrica è isotropa e gli sforzi si ripartiscono in egual modo su tutti e quattro gli atomi vicini, mentre nella posizione ottaedrica gli spostamenti riguardano soprattutto i due atomi più vicini. Quindi la posizione interstiziale principale nella BCC è quella ottaedrica.